# Guillermo I de Montpellier
Guillermo de Montpellier (en catalán: Guillem de Montpeller) o Guy (en catalán: Guiu) (fl. 985-1025) fue un noble occitano, primero de la dinastía inicial de los señores de Montpellier, cuando recibió en herencia la villa de  Monspestularius (Montpellier) en 985 por parte de Bernardo II, conde de Melgueil,

## Matrimonio y descendientes
No se conoce el nombre de su esposa de quien tuvo a:
- Guillermo II de Montpellier[1]

| Predecesor: -- | Señor de Montpellier 985-1025 | Sucesor: Guillermo II de Montpellier |